# غزافر
غزافر هي قرية في مقاطعة مرند، إيران. عدد سكان هذه القرية هو 653 في سنة 2006.